# Seznam hrabat a vévodů z Angoulême
Angoulême bylo v západní Francii součást Karolínské říše. Hrabata byla až do roku 1308 nezávislá.
Dômany znovu oživá

## Seznam hrabat

### Guilhelmidesové

Znak hrabat z Angoulême

- Turpio (839–863)
- Emenon (863–866)
  - Adémar (Aymer ) (916-926)

### Tailleferové
- Wulgrin I. (866–886), první dědičný hrabě zvolený Karlem II. Holým
- Alduin I. (886–916)
- Vilém Taillefer I. (926–asi 945)
- Aymer II. (po 945–před 952)
- Bernard I. Périgordský (po 945–před 952)
- Arnald I. Voratio (po 950–před 952)
- Vilém III. Talleyrand (952/964–před 973/975)
- Ranulf I. Périgordský (973/975–975)
- Richard I. Périgordský (975?)
- Arnald II. Manzer (975–988)
- Vilém IV. (Taillefer II.) (988–1028)
- Alduin II. (1028–1031)
- Geoffrey (1031–1047)
- Fulko (1047–1087)
- Vilém V. (Taillefer III.) (1087–1120)
- Wulgrin II. (1120–1140)
- Vilém VI. (Taillefer IV.) (1140–1179)
- Wulgrin III. (1179–1181)
- Vilém VII. (Taillefer V.) (1181–1186)
- Aymer III. (1186–1202)
- Isabela (1202–1246)
  - Jan Bezzemek (1202–1216), první manžel Isabely
  - Hugo X. z Lusignanu (1220–1249), druhý manžel Isabely

### Lusignanové

Znak pánů z Lusignanu

- Hugo X. z Lusignanu (Hugo I. z Angoulême) (1219–1249)
- Hugo XI. z Lusignanu (II. z Angoulême) (1246–1250)
- Hugo XII. z Lusignanu (III. z Angoulême) (1250–1270)
- Hugo XIII. z Lusignanu (IV. z Angoulême) (1270–1303)
- Guy (1303–1308)
- Součást Akvitánie (1308–1317)
- Součást královské domény (1317–1328)

### Královští oprávnění držitelé
- Jana (1328–1349) (Kapetovci)
  - Filip (1328–1343) (z Évreux)
- Karel de La Cerda (1350–1354) (La Cerda)
- Jan (1356–1374) (Valois)
- Ludvík (1404–1407) (Valois)
- Jan II. (1407–1467) (Valois)
- Karel (1459–1496) (Valois)
- František (1496–1515) (Valois)

## Vévodové z Angoulême
- Luisa (1515–1531)
- Královská doména
- Karel (1540–1545)
- Královská doména
- Karel (1550)
- Jindřich (1551–1574)
- Jindřich (1574–1582)
- Diane (1582–1619)
- Karel (1619–1650)
- Ludvík-Emanuel (1650–1653)
- Františka Marie (1653–1696)
  - Ludvík II. (1653–1654)
- Královská doména

Znak hrabat z Angoulême, z rodu Valois-Orléans

- Alžběta Markéta z Orléans (1675–1696)
- Královská doména
- Karel (1710–1714)
- Královská doména
- Karel (1773–1836)
- Ludvík Antonín (1836–1844)
- Královská doména